# Näset (naturreservat, Lindesbergs kommun)
Näset är ett naturreservat i Lindesbergs kommun. Området ligger vid södra änden av Stora Lindessjön och har ett rikt fågelliv. Reservatets strandängar är viktiga för vadare, exempelvis storspov och rödbena som behöver dessa för att hitta föda och klara sig från rovfåglar.
Genom reservatet går vandringsleden Lindesjön runt och det finns två rastplatser och en fågelutsiktsplats där.

## Historik
Under 1700-talet fanns en hälsobrunn vid näset, Dalskogens hälsobrunn, och namnet stammar från en rådman Dalskog. Dennes änka ska ha druckit sig frisk på brunnens järnrika vatten och då hygienen var dålig i staden uppskattades det rena mineralvattnet.
I början av 1900-talet grävdes det en kanal som reservatet gränsar till åt väster. Brunnsgäster kunde med båten Iris kunde ta sig till brunnen. Kanalen är dock igenvuxen och brunnen är borta sedan länge. Vid fågelutkiksplatsen finns spår av tröskvandring uppförd på 1930-talet. På området går det även hitta fundament för den lada som en gång stått där och naturen i området vittnar om ett långvarigt brukande.
Lindessjön har även utsatts för två större sjöhöjningar. En gång under senare hälften av 1700-talet med ca 70 cm och en andra gång 1946 med ytterligare 50 cm. Den grunda sjö som Näset ligger vid är alltså större idag än i början av 1700-talet. Området har varit reservat sedan år 2000.

## Galleri

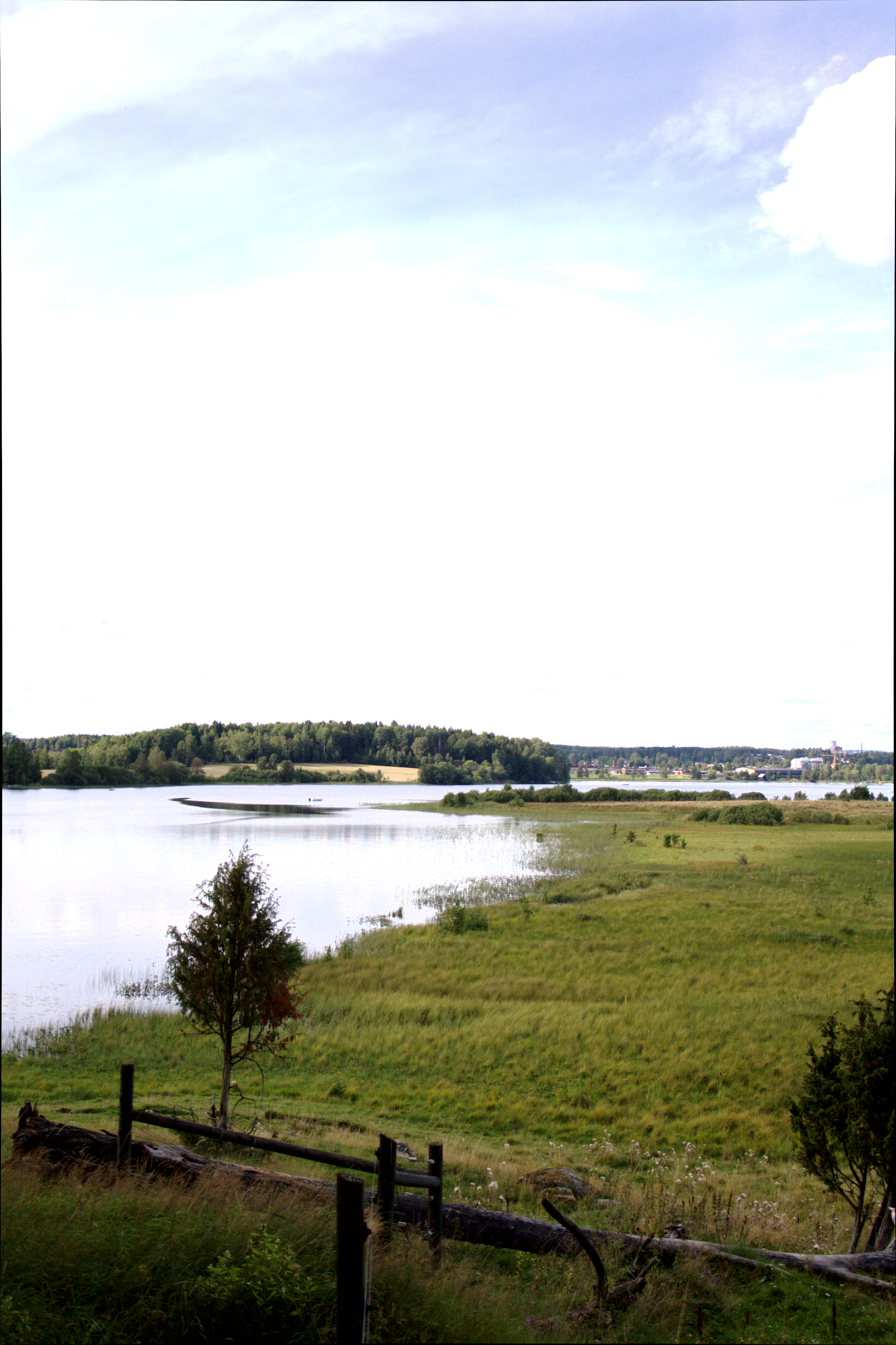
Vy över vik vid Näset.
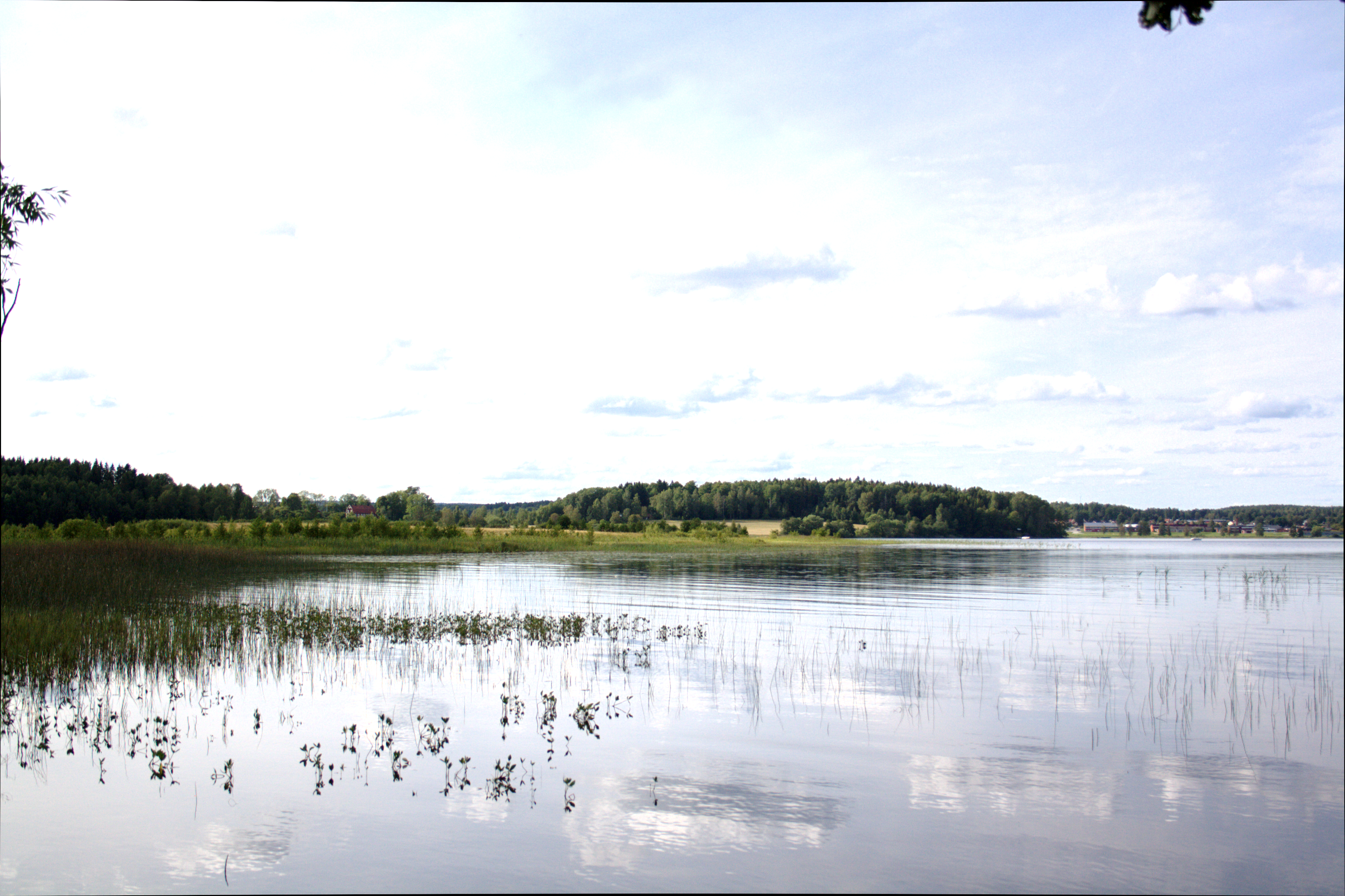
Vass i vy mot strandäng.
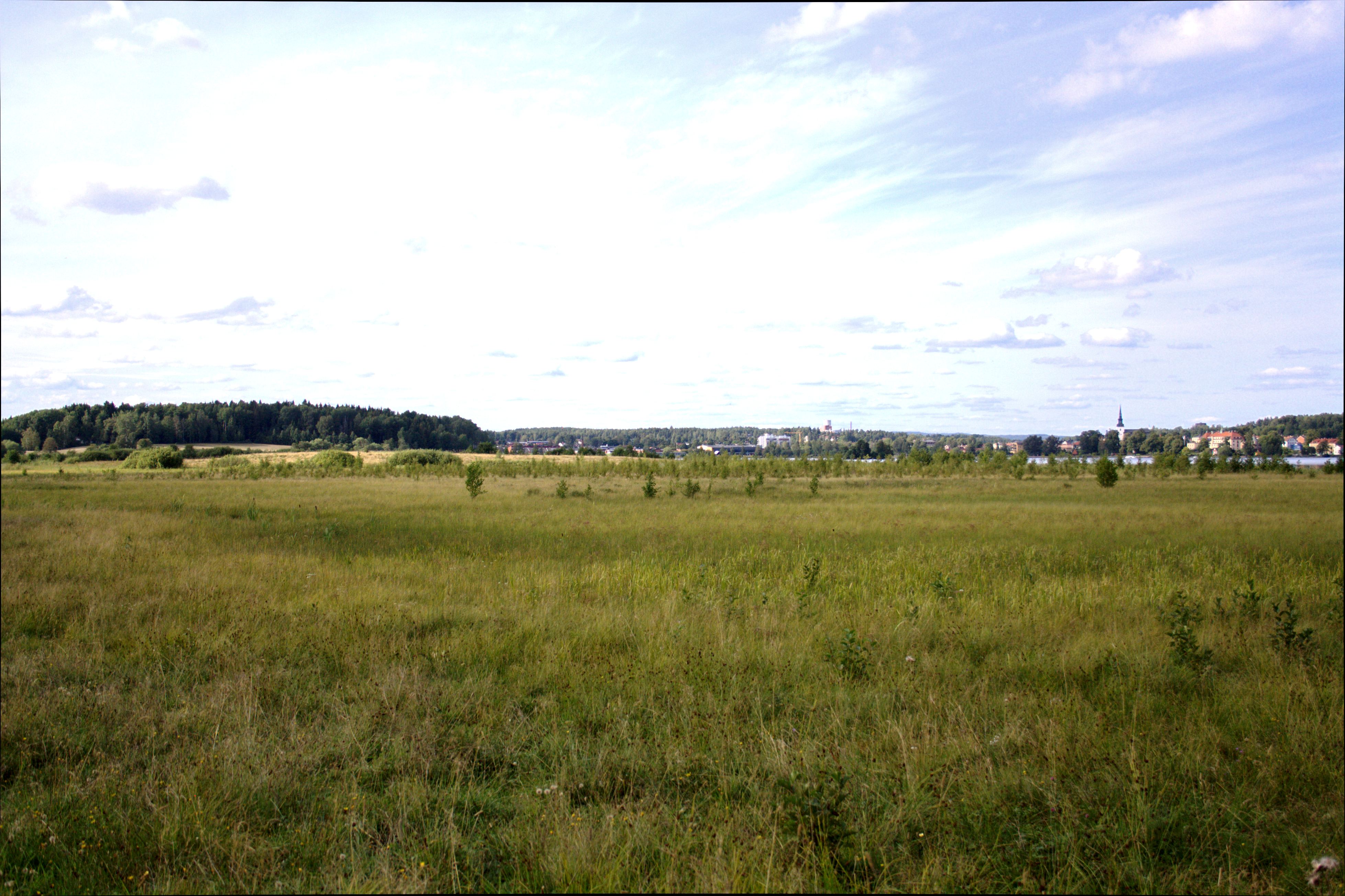
Vy mot Lindesbergs stad.
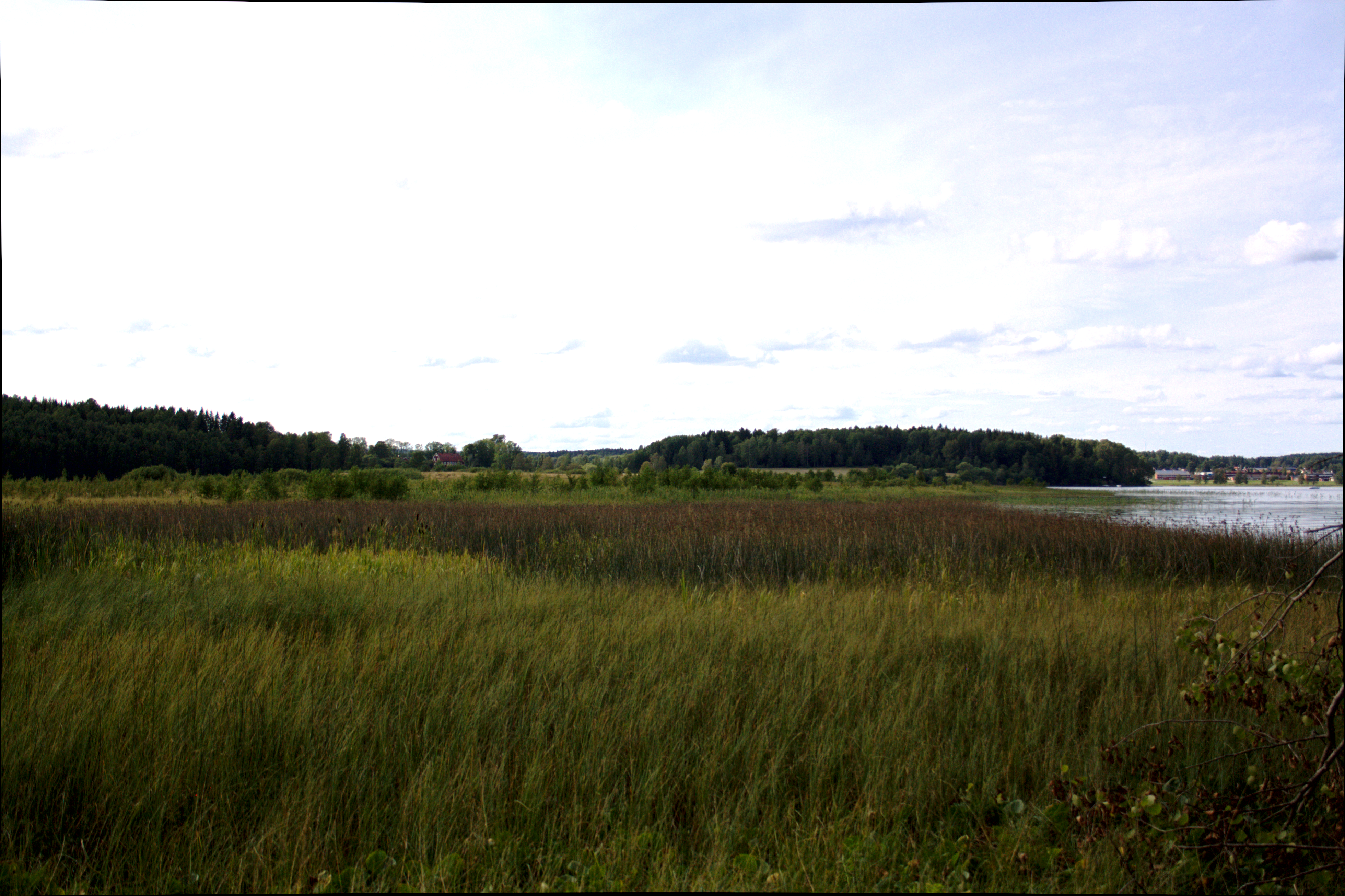
Vass, gräss och annan grönska.